# Fria fackföreningsinternationalen
Fria fackföreningsinternationalen (The International Confederation of Free Trade Unions, ICFTU) var en världsomfattande facklig organisation som samlade omkring 155 000 000 medlemmar i 225 fackliga centralorganisationer i 148 olika länder.

## Historia
Organisationen bildades tidigt under kalla kriget, den 7 december 1949, efter splittringar inom Fackliga världsfederationen (FVF) då det förekom anklagelser om att FVF kontrollerades av kommunister. Ett stort antal icke-kommunistiska fackliga centralorganisationer (inklusive amerikanska AFL-CIO, brittiska TUC, franska FO, italienska CISL och spanska UGT) lämnade FVF och skapade konkurrerande ICFTU vid en konferens i London. På plats under konferensen fanns representanter för omkring 48 miljoner medlemmar i 53 länder.
Från 1950-talet rekryterade ICFTU aktivt nya medlemmar från utvecklingsländer i Asien och Afrika, och man hade tre regionala organisationer: APRO för Asien och Stilla havsområdet, AFRO för Afrika och ORIT för Amerika. Man hade även nära band till Europeiska fackliga samorganisationen.
Efter Sovjetunionens fall steg federationens medlemsantal drastiskt från 87 miljoner år 1988 till 100 miljoner år 1992, då fackföreningar från forna Sovjetunionen anslöt sig.
I juni 2006 publicerade den amerikanska tidskriften Labor Notes en artikel som påstod att ICFTU, ILO, ORIT och AFL-CIO hade medverkat i en kampanj för att destabilisera den haitiska regeringen. Enligt Labor Notes hade ICFTU också ignorerat en omfattande förföljelse av offentligt anställda i Haiti under åren 2004–2006.
Fria fackföreningsinternationalen upplöstes den 31 oktober 2006 då den tillsammans med Arbetarnas världsfederation bildade Internationella fackliga samorganisationen (IFS/ITUC). IFS utger, i likhet med ICFTU, årligen ut en rapport om kränkningar av fackliga rättigheter runtom i världen. Den sista generalsekreteraren för ICFTU, Guy Ryder, liksom ordföranden Sharan Burrow, valdes till samma positioner i IFS.

## Generalsekreterare
- Jacobus Hendrik Oldenbroek (1949–1960)
- Omer Becu (1960–1967)
- Harm Buiter (1967–1972)
- Otto Kersten (1972–1982)
- John Vanderveken (1982–1992)
- Enzo Friso (1992–1995)
- Bill Jordan (1995–2001)
- Guy Ryder (2001–2006)

### Ordförande
- Paul Finet (1949–1951)
- Vincent Tewson (1951–1953)
- Omer Becu (1953–1957)
- Arne Geijer (1957–1965)
- Bruno Storti (1965–1972)
- Donald MacDonald (1972–1975)
- P.P. Narayanan (1975–1992)
- Roy Trotman (1992–2000)
- Fackson Shamenda (2000–2004)
- Sharan Burrow (2004–2006)